# Trichopsocus
Trichopsocus är ett släkte av insekter som beskrevs av Hermann Julius Kolbe 1882. Trichopsocus ingår i familjen hårstövsländor.
Trichopsocus är enda släktet i familjen hårstövsländor.
Kladogram enligt Catalogue of Life och Dyntaxa:
| Trichopsocus | \| \| brunryggad hårstövslända \| \| \| \| \| \| blekryggad hårstövslända \| \| \| \| |
|              | \| \| brunryggad hårstövslända \| \| \| \| \| \| blekryggad hårstövslända \| \| \| \| |
|              | brunryggad hårstövslända                                                              |
|              |                                                                                       |
|              | blekryggad hårstövslända                                                              |
|              |                                                                                       |